# Royaume de Hongrie (1867-1918)
Pour des articles plus généraux, voir Royaume de Hongrie et Pays de la Couronne de saint Étienne.
1867–1918
Entités précédentes :
- Empire d'Autriche
  -  Royaume de Hongrie
  -  Grand-duché de Transylvanie
  -  Voïvodine et Banat

Entités suivantes :
- République démocratique hongroise
- Tchécoslovaquie (Haute-Hongrie au Nord)
- Royaume de Roumanie (Partium et Transylvanie à l'Est)
- Royaume de Yougoslavie (Croatie, Bacs, Voïvodine au Sud)

Le royaume de Hongrie (en latin : Regnum Hungaria ; en allemand : Königreich Ungarn ; en hongrois : Magyar Királyság) forme, entre 1867 et 1918, l'essentiel des pays de la Couronne de saint Étienne (ou « Transleithanie »), au sein de la double monarchie d'Autriche-Hongrie. Unifié en 1867 lors du sacre de François-Joseph en tant que roi de Hongrie, le royaume de Hongrie est gouverné par une élite centralisatrice qui refuse les solutions fédéralistes comme le trialisme ou l'austroslavisme, de sorte qu'à l'issue de la Première Guerre mondiale, il se disloque et est remplacé par une république qui n'en contrôle de fait que le centre.

## Structure et composition du royaume
Avant le compromis austro-hongrois, le royaume de Hongrie était, depuis sa formation, composé de plusieurs parties distinctes, et depuis les réformes, en 1711, du roi Charles III d'Autriche, il était organisé en grands bezirke. La population des pays de la Couronne de saint Étienne issus du compromis austro-hongrois (Ausgleich) est composée de Magyars (groupe le plus nombreux, mais minoritaire), de Slaves du Nord (Ruthènes et Slovaques) et du Sud (Croates et Serbes), de Roumains et aussi d'Allemands installés à partir du début du XVIIIe siècle sur des territoires où ils bénéficient d'exemptions fiscales, comme les Souabes du Banat. On recense également des Juifs et des Roms en grand nombre, ainsi que des Italiens à Fiume, Buccari, Zengg et quelques autres ports de la côte adriatique. 

### Unification du royaume

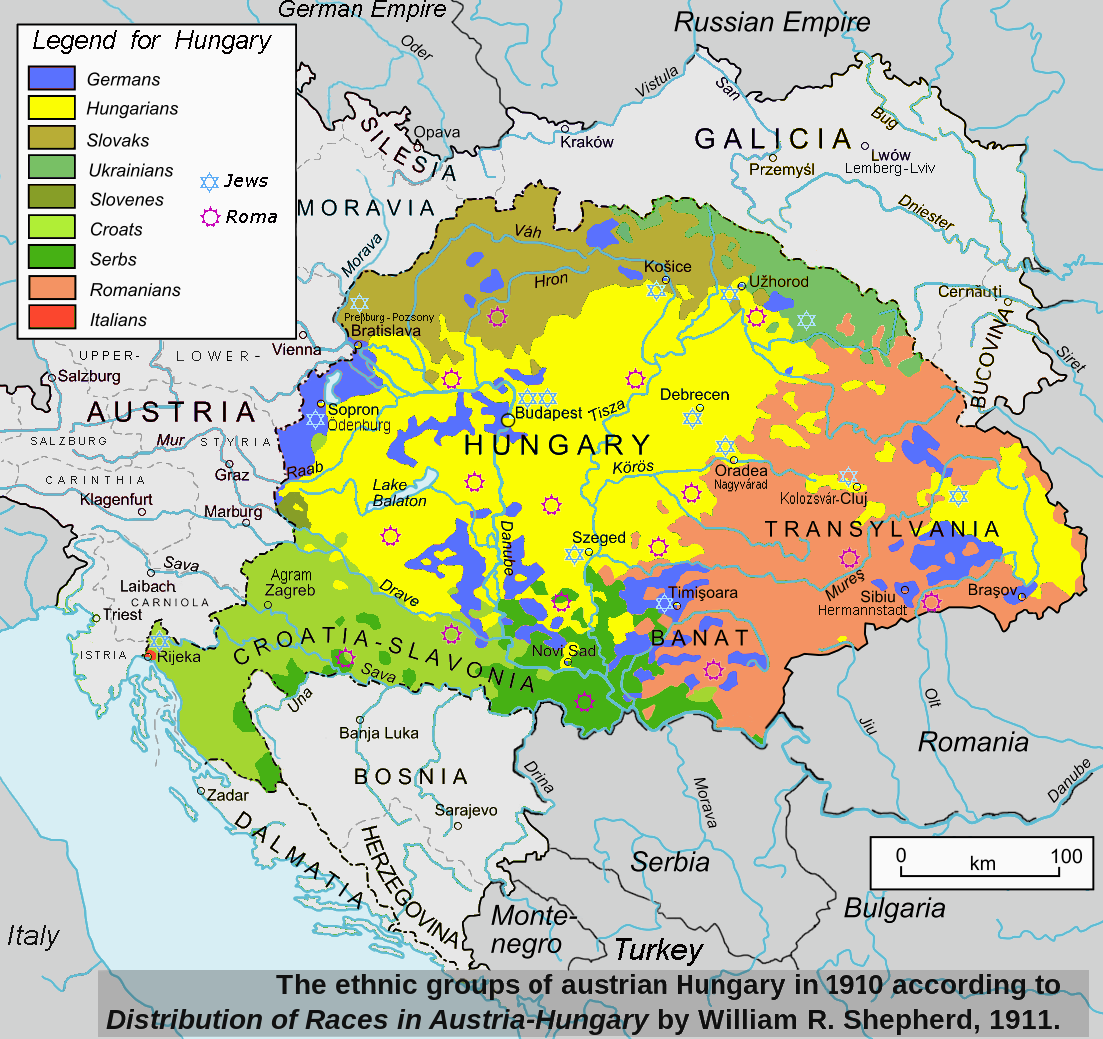
Groupes ethno-linguistiques du royaume de Hongrie en 1910.

Par le compromis avec l'Autriche, les dirigeants hongrois obtiennent de leur monarque Habsbourg l'unification du territoire hongrois, réorganisé en 64 nouveaux comitats et regroupant le royaume médiéval créé en 1001 (37 comitats) et ses états vassaux : royaume de Croatie-Slavonie (qui conserve une autonomie partielle, avec 8 comitats), voïvodat serbe, Banat et Transylvanie (ensemble 19 comitats).
Les dirigeants hongrois ne parviennent toutefois pas à unir au royaume hongrois la Dalmatie, vénitienne pendant cinq siècles, dont l'empire d'Autriche s'est emparé lors de la paix de Campo-Formio mais qu'ils considèrent aussi comme une partie de la « Hongrie historique », la történelmi Magyarország. Le royaume unifié représente pour eux, à partir de 1896, la « Hongrie millénaire », le millenáriumi Magyarország, marquant le millième anniversaire de l'arrivée des Magyars dans le pays en 896. Ces mêmes nationalistes hongrois considèrent son unification comme une « résurrection du royaume » et une « reconstitution de la Hongrie historique médiévale ».

### Les minorités majoritaires d'un royaume multi-ethnique

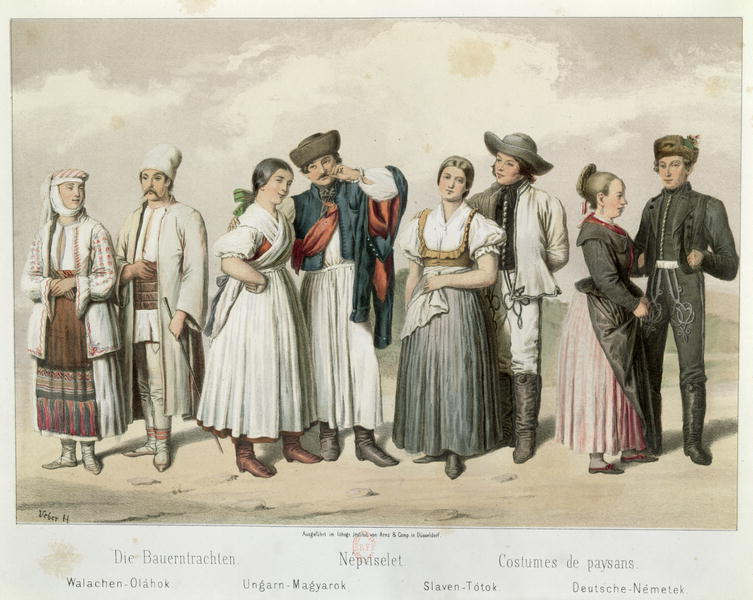
Costumes des divers peuples du royaume de Hongrie.

En 1900, le royaume est peuplé de près de 18 millions d'habitants, dont 47 % de Magyars. Deux millions de Slovaques habitent la Haute-Hongrie, 2 millions de Croates sont pour la plupart autonomes au sein du royaume de Croatie-Slavonie, 1 million de Serbes peuplent la vallée de la Save, la Bácska et le Banat, 1 million de Ruthènes vivent dans les comitats du nord-est le long des Carpates et 3 millions de Roumains se répartissent entre la Marmatie, le Körösvidék, le Banat et la Transylvanie. Le royaume compte également près d'un million d'Austro-allemands (dont des Saxons, des Souabes, des Szepesiens), ainsi que des Juifs, des Roms, des Bulgares et des Tchèques.

### Magyarisation
En dépit du caractère officiellement libéral du royaume de Hongrie, les différents courants magyars représentés au parlement de Budapest sont partisans d'une intense politique de magyarisation des populations non hongroises du royaume dont le mode de scrutin favorise largement les Magyars : sur 453 députés, 372 sont magyars,. Ils reçoivent le soutien des quelques députés représentants des Volksdeutsche établis dans le royaume depuis le XVIIe siècle. 
Leur politique de magyarisation s'appuie sur la « loi des nationalités » votée en 1868, qui définit le royaume comme un ensemble unitaire, se fonde sur une politique de discrimination des minorités, d'intimidation policière et sur la multiplication des entraves au droit de réunion, pourtant garanti par la constitution de 1868, afin de mettre en avant la petite minorité aristocratique et les allogènes assimiliés : un « ascenseur social » existe dans le Royaume, mais il exige que l'on devienne Magyar et, si possible, noble. 
La « politique de magyarisation » se met en place à partir des années 1895-1896, marquée par la querelle de l'État avec les églises autour de l'obligation du mariage civil et par l'adoption des noms magyars des lieux et des localités qui sont les seuls officiels et les seuls à être considérés comme historiques ; de nombreux villages et villes qui n'avaient que des noms slaves ou roumains sont rebaptisés d'une traduction hongroise ; les conscrits voient leurs noms et prénoms magyarisés, et la langue magyare est imposée dans les écoles de façon systématique. Dans le même ordre d'idées, la justice n'est rendue qu'en langue magyare, en contradiction avec la constitution,.

### Conséquences
Sur le plan intérieur, en réaction à la politique de magyarisation des dirigeants hongrois, les minorités du Royaume soutiennent, dans leur majorité, les Autrichiens dans le conflit larvé entre les deux parties de la double monarchie : ils bénéficient ainsi du soutien des responsables autrichiens, satisfaits de « contenir les ambitions » de leurs partenaires hongrois.
Sur le plan extérieur, les représentants des minorités se cherchent des alliés parmi les pays voisins du Royaume : les nouveaux États des Balkans, essentiellement la Roumanie et la Serbie tentent de protéger les locuteurs de leurs langues vivant dans la double monarchie. Les revendications des minorités non-magyares de Hongrie pèsent ainsi sur les relations entre la double monarchie et certains de ses voisins : en 1883, l'adhésion de la Roumanie à la Triplice est compliquée par la présence de fortes minorités roumaines en Autriche et en Hongrie : en 1914, le roi de Roumanie Charles Ier informe le représentant austro-hongrois à Bucarest, Ottokar Czernin, que l'oppression des Roumains de Hongrie crée les conditions d'une orientation de la politique étrangère roumaine moins favorable à l'Autriche-Hongrie et au Reich allemand.
En 1918-1919, lors des négociations de paix entre la Hongrie, alors fraîchement indépendante, et les Alliés de la Première Guerre mondiale, la délégation hongroise, menée par le géographe Pal Teleki, tente de défendre l’intégrité des territoires ayant dépendu du royaume de Budapest jusqu’en 1918 en présentant ainsi une analyse géographique et ethnographique richement documentée de la situation du royaume en 1910, date du dernier recensement hongrois, qui constitue selon eux un ensemble territorial unifié et cohérent autour du bassin des Carpates et de la plaine de Pannonie. Mais les Alliés opposent aux délégués hongrois l’idée de nation comme source de la souveraineté, qui avait déjà été exprimée lors de différentes révoltes : transylvaine de 1784 et « Printemps des Peuples » de 1848, notamment les révolutions autrichienne, hongroise et roumaine : cela aboutira au traité de Trianon.
Les dirigeants et les assemblées des différents peuples non-magyars du Royaume s’appuient alors sur le « droit des peuples à disposer d'eux-mêmes » et sur les déclarations du président américain Woodrow Wilson, qui, dans le dixième de ses « quatorze points pour la paix », propose à l’Europe l’autodétermination des peuples basée sur la langue (et non sur l’histoire ou la tradition). L’idée d’un Royaume supranational dont la souveraineté s’incarnait en une dynastie, les Habsbourg-Lorraine, n’est plus considérée comme valide. Par ailleurs, le royaume de Hongrie était le seul État d’Europe dans lequel l’ethnie dominante, les Magyars, constituait (dans les frontières d’avant 1918) moins de la moitié de la population totale du royaume et cette particularité fragilise l’argumentation de la délégation hongroise.

## Institutions et vie politique
Issu du processus d'émancipation des territoires hongrois des Habsbourg qui commence dans les années 1860, le royaume acquiert une autonomie interne quasi-totale à partir de la conclusion de l’Ausgleich de 1867. 

### Le roi de Hongrie
Le roi de Hongrie est, en vertu de l’Ausgleich qui unit la Hongrie à l'Autriche, souverain des pays de la couronne de Saint-Étienne. Deux rois se succèdent entre 1867 et 1918 : François-Joseph Ier et son petit-neveu Charles IV.
En vertu de la pragmatique sanction de 1717, le roi, toujours un membre de la famille des Habsbourg, est également le dépositaire du pouvoir dans les pays autrichiens.
Le roi est sacré à Budapest, François-Joseph Ier le 8 juin 1867, puis Charles IV, son successeur, le 30 décembre 1916. Lors de cette cérémonie, le roi est oint par le primat catholique du royaume, puis ceint de la couronne de Hongrie, tandis que son manteau a été rapiécé par la nouvelle reine, conformément à la tradition. Enfin, joignant le geste à la parole, le roi doit gravir à cheval un tertre artificiel, formé avec de mottes de terres venant de chacun des 64 comitats du royaume, puis, brandissant l'épée du sacre aux quatre points cardinaux, il s'engage à défendre le royaume.

### Constitution et institutions du royaume
Le royaume est refondé en 1867 sur des bases libérales. Une constitution est adoptée. Cette constitution, mettant en place un régime centralisé, permet la dissolution des diètes provinciales, à l'image de celle de Transylvanie, dissoute par le chef du gouvernement hongrois, Gyula Andrássy, dès l'unification du royaume en 1868.
Le gouvernement est responsable devant le parlement, composé de deux chambres : la Chambre des magnats (főrendiház) et la Chambre des représentants (képviselőház). Le mode de scrutin censitaire ne permet qu'à 6 % des hommes du Royaume (et à aucune femme) de voter, et l'essentiel des députés, tous masculins, appartient à la noblesse hongroise, environ 9 000 familles qui possèdent un tiers des terres du Royaume : cette classe politique affiche son hostilité à l'encontre de toute réforme institutionnelle visant à élargir le droit de suffrage, ce qui la place souvent en opposition avec les velléités réformatrices du roi.

### Vie politique
La constitution de 1868 garantit au royaume des institutions libérales. 
Des partis politiques se mettent rapidement en place à partir de 1867. Rapidement, la vie politique du royaume s'ordonne autour de l'opposition entre le parti libéral (ou son continuateur, le parti national du travail), dit « parti de 1867 », et le parti de l'indépendance. Ces partis sont contrôlés de père en fils par les grandes familles du royaume, les Tisza, Kalman et son fils, Istvan, les Andrassy, Gyula aîné et son fils Gyula, les Kossuth, Lajos et son fils Ferenc (en). Contrôlant le pouvoir pendant 40 ans, le parti libéral, ou parti de 1867, est défait lors des élections législatives de 1905. À l'issue de cette consultation, le parti de l'Indépendance, ou parti de 1848, majoritaire, contrôle une majorité du Reichstag de Budapest. Étant tous favorables à la magyarisation, les partis hongrois n'attirent pas les représentants des minorités linguistiques du Royaume, qui créent leurs propres partis : ainsi, en 1881 est fondé le parti national roumain de Hongrie, mais l'usage de la loi électorale par les autorités et les magnats magyars prive de fait ces minorités de possibilités de disposer d'une représentation en mesure de peser sur les votes au Reichstag de Budapest. Outre les partis visant à représenter les minorités, apparaît aussi un parti social-démocrate qui représente les classes magyares non-dominantes et qui obtient quelques élus lors des élections au tournant du siècle, mais demeure marginal. 
À partir de 1903, les relations se tendent entre les députés et le roi ; cette tension a pour objet la langue de commandement des troupes levées dans le royaume pour le compte de l'armée commune : allemand, comme le veut le roi, ou magyar, comme le veulent les députés ? Durant quatre ans, l'opposition se creuse entre le roi et la classe politique hongroise : François-Joseph menace même d'imposer la mise en place du suffrage universel pour ruiner la prépondérance des Magyars et de leur noblesse. Finalement, en 1907, le parlement est dissout et les tenants du dualisme reviennent aux affaires : en 1910, le parti libéral, renommé et réorganisé par István Tisza, reconquiert la majorité. Le gouvernement est alors confié à des proches du nouvel homme fort du royaume. 
Ces partis connaissent des débats intenses, des scissions et des recompositions, parfois de grande ampleur, autour des enjeux posés par la place de la Hongrie dans la double monarchie et par la pertinence du maintien de l'alliance avec le Reich.
Ce recompositions autorisent l'arrivée au pouvoir de Mihály Károlyi entre le 25 et le 30 octobre 1918 ; en effet, celui-ci, appuyé par une minorité au Reichstag, mais par un vaste mouvement au sein du royaume, met en place le 31 octobre un gouvernement de coalition. 

### Les pays de la Couronne de Saint-Étienne
Principale composante des Pays de la Couronne de Saint-Étienne, le royaume de Hongrie y est lié avec le Royaume de Croatie-Slavonie par un Ausgleich hungaro-croate. La ville de Fiume est directement rattachée à la Hongrie dont elle est le principal port maritime.
L'Empereur d'Autriche était, en tant que roi de Hongrie, également roi de Croatie et de Slavonie. Il nommait le Ban (vice-roi croate) avec l'accord du ministre-président de Hongrie. Le ban était responsable devant la Sabor (diète croate, marque de son autonomie). En revanche, aux termes de l’Ausgleich de 1867, les voïvodes serbes, les bans de Temesvar et la diète transylvaine disparaissent en même temps que l'autonomie de ces trois régions.
La Sabor croate était composée de quatre-vingt-dix membre élus et, au plus, de quarante-cinq membres de droit qui étaient :
- l'archevêque d'Agram (Zagreb), le patriarche métropolite serbe de Karlovitz, les évêques diocésains et le prieur de Vrana (Aurane) ;
- les gouverneurs des comitats et le comte de Turopolje ;
- les membres masculins des familles de ducs, comtes et barons ayant siégé au Sabor, sous conditions d'âge (vingt-quatre ans), de langue (parler le croate) et de ressources (cens) ;
- le cas échéant, les membres des familles de magnats hongro-croates ayant établi leur domicile de le royaume, sous les mêmes conditions que les précédents.

### Le royaume de Hongrie dans l'Empire austro-hongrois
Principale composante des Pays de la Couronne de Saint-Étienne, le royaume de Hongrie joue un rôle essentiel dans la définition de la politique de la monarchie danubienne. 
Les relations avec l'Autriche sont définies par la loi XII, adoptée par la főrendiház et la képviselőház (chambres « haute » et « basse ») de Budapest à la fin du mois de mai 1867 par une majorité d'une quarantaine de voix ; cette loi est adoptée dans les mêmes termes au Reichsrat de Vienne en Autriche, instituant un compromis adopté par les assemblées de deux États souverains.
Le royaume, acteur hégémonique et structurant des pays de la Couronne de Saint-Etienne, participe activement aux négociations avec la Cisleithanie dans le cadre du renouvellement du compromis décennal l'Ausgleich austro-hongrois, fixant les règles de fonctionnement interne de la double monarchie ; sont ainsi négociés tous les dix ans les liens entre les deux parties de la double monarchie ; en 1917, par exemple, le dernier renouvellement du compromis fixe la participation de la Hongrie au budget commun à 34,4 % de ce budget commun. Le compromis entre les deux parties de la monarchie danubienne oblige à la mise en place d'un budget et de politiques communes dans certains domaines, notamment l'armée, la diplomatie, les affaires commerciales, la monnaie : certaines sont gérées de façon communes, par des ministères communs aux deux royaumes et leur financement fixé par les textes liant les deux monarchies, d'autres sont le fruit de compromis entre les deux entités composant la monarchie des Habsbourg et recouvrent essentiellement les affaires économiques et commerciales : une union douanière lie ainsi l'Autriche à la Hongrie jusqu'en 1903, puis, à partir de ce moment, les deux monarchies sont liées par un traité de commerce mettant en place la clause de la nation la plus favorisée, et assurant une réciprocité des droits des acteurs économiques dans chacune des parties de la double monarchie. 
De plus, tous les ans, une délégation parlementaire hongroise participe aux réunions des délégations austro-hongroises, instances de contrôle de la politique commune par les parlements autrichien et hongrois : composées de représentants des chambres issus des parlements de l'empire d'Autriche et des Pays de la Couronne de Saint-Étienne siégeant séparément et communiquant par écrit, cette session parlementaire annuelle fixe le budget à la double monarchie pour les affaires communes. Instance parlementaire, ces réunions séparées demeurent inchangées dans leur statut, les représentants hongrois se montrant hostiles à une transformation de cette instance en parlement de la double monarchie
Régulièrement, les débats politiques en Hongrie et au sein des représentants des pays de la Couronne de Saint-Étienne ont des conséquences pratiques sur le dualisme austro-hongrois : à partir de 1908, le royaume connaît une crise politique liée au refus hongrois d'adopter les budgets devant permettre le renforcement de l'armée commune; en 1910, de nouvelles élections résolvent cette crise, en portant au pouvoir des partisans du maintien des liens entre l'Autriche et la Hongrie, regroupés autour d'István Tisza.
Rapidement, les antagonismes entre la Cisleithanie et la Transleithanie créent les conditions d'une crispation entre les deux parties de la double monarchie, notamment sur la question du budget. À partir de 1899, les tensions font craindre un éclatement de l'empire des Habsbourg, au point que, en 1900 et en 1905, les responsables militaires de la double monarchie envisagent de mettre en place une administration militaire du territoire des Pays de la Couronne de Saint-Étienne.
Par ailleurs, le Royaume constitue, au sein de la double monarchie, un grenier à blé de première importance, ce qui constitue un moyen de pression utile dans les périodes de crise alimentaire

### Influence hongroise sur la politique étrangère de la double monarchie
Depuis 1867, les responsables hongrois multiplient les initiatives pour infléchir la politique étrangère de la double monarchie ; cependant, ces inflexions démontrent l'incapacité de ces dirigeants à mener une politique étrangère distincte de celle menée à Vienne. En 1909, cet échec est patent, les responsables hongrois montrent leur capacité à encadrer la politique extérieure de la double monarchie, mais ne parviennent cependant pas à remettre fondamentalement en cause l'alliance avec le Reich allemand, orientation principale de la diplomatie de la double monarchie depuis le début des années 1870.
En 1878, Gyula Andrássy, ministre commun des affaires étrangères, mène une politique conforme aux intérêts des dirigeants hongrois : il vise à bloquer la constitution d'une Grande Serbie et à garantir le statu-quo international, notamment dans l'Empire ottoman ; à Berlin, il parvient à ses fins, du moins face à la Serbie : la principauté connaît certes un accroissement territorial important, mais elle est bloquée dans sa marche à la mer et ne peut s'étendre vers le Nord. 
En 1909, la conclusion de la crise bosniaque accentue la méfiance des responsables hongrois quant à la Serbie, et incite ces derniers à se montrer hostiles à toute initiative visant à accroître le territoire de la double monarchie, les Hongrois craignant de se trouver noyés dans la « mer des Slaves ». 
De plus, à la suite de la crise de l'annexion de la Bosnie-Herzégovine occupée, émergent en Hongrie des mouvements favorables à la mise en place d'une alliance avec la Russie, afin de neutraliser la Serbie et de garantir le statu-quo dans les Balkans. En 1913, à l'issue des guerres balkaniques, l'échec des combinaisons austro-hongroises, István Tisza parvient à faire nommer ministre auprès du roi un diplomate chevronné proche du premier ministre hongrois : Stephan Burián von Rajecz. Par cette nomination, le président du conseil hongrois parvient à circonvenir le falot Leopold Berchtold et diriger de fait la politique étrangère de la double monarchie. Au cours des mois qui suivent, les intérêts hongrois constituent la « feuille de route » de la politique étrangère de la monarchie danubienne : Istvan Tisza fixe les limites que la monarchie danubienne souhaite voir posées à l'expansion serbe, défend la création d'un état albanais indépendant et viable doté d'une frontière terrestre avec le Monténégro et y envoie pour cela un agent d'influence, le baron hongrois Franz Nopcsa.

## Disparition du Royaume

Géopolitique régionale en 1914-1919 dans une perspective diachronique.

### Le royaume dans la Première guerre mondiale
Durant le conflit, les Hongrois subissent les effets du blocus allié, limité par les productions de céréales du royaume. 
Cependant, en dépit des difficultés, la vie politique continue, le parlement se réunit et exerce ses prérogatives garanties par les institutions. Cependant, le jeu institutionnel ne remet pas en cause, du moins jusqu'en 1917, la stabilité gouvernementale du royaume. 
Durant le conflit, le gouvernement hongrois continue à exercer une forte influence sur la politique de la double monarchie, notamment en 1916, lors d'offensive roumaine suivant l'entrée du royaume de Bucarest aux côtés des Alliés : les plans de défense face à cette attaque prévoient l'établissement d'une ligne de défense assez éloignée de la frontière entre la Roumanie et la Hongrie, suscitant une forte hostilité des députés hongrois à Budapest. Cette hostilité oblige Arthur Arz von Straussenburg, responsable du front roumain, à placer les unités déployés face à la Roumanie à se positionner au plus près de la frontière ; ne pouvant pas s'opposer efficacement à la poussée roumaine, les unités austro-hongroises cèdent du terrain, accélérant la crise politique en cours à Budapest. Finalement, à la demande des représentants hongrois, une opération engageant des unités allemandes, austro-hongroises, bulgares et ottomanes est planifiée par les stratèges austro-hongrois ; menée avec virtuosité, cette opération libère rapidement de territoire hongrois et annihile la menace roumaine.
Dans le même temps, les liens entre le Reich et la double monarchie sont définitivement resserrés en 1918, lors de la conférence de Spa du 12 mai, privant la monarchie des Habsbourg d'une sortie de crise sans le Reich, ce qui représente une menace pour l'avenir du royaume hongrois en cas de défaite du Reich. La solidité de ce lien, ainsi que les échecs des tentatives de réforme de la double monarchie, incite les Alliés à envisager la partition de la monarchie danubienne entre ses voisins ; cependant, ce n'est que durant le mois de septembre 1918, lorsque les troupes franco-serbes ont éventré le front de Macédoine, qu'il apparaît possible de mettre en œuvre ces projets. 
Le 4 novembre 1918, le gouvernement de Mihály Károlyi, nouvellement investi, annonce son intention de déposer les armes ; ainsi, deux jours plus tôt, le 2 novembre, le ministre de la guerre annonce officiellement la dissolution de l'armée hongroise, entraînant l'opposition des officiers, alors rapidement circonvenue. Reçu par Louis Franchet d'Espèrey, commandant en chef dans les Balkans, Károlyi tente sans succès de négocier la reconnaissance par les Alliés de l'indépendance hongroise, ainsi que sa neutralité.

### L'échec des réformes
À partir de la fin de l'année 1916, marqué par l'avènement du nouveau roi, Charles IV, les velléités de réforme du royaume et de la double monarchie se font nombreuses, soutenues par le roi. Mais ces velléités de réforme sont bridées par les serments royaux vis-à-vis de la noblesse hongroise, prononcés lors de son sacre : il doit ainsi composer avec le nouveau Palatin du royaume, István Tisza, hostile à toute modification de la constitution hongroise et à toute fédéralisation : dès lors, les démocrates, les socialistes et les délégués des minorités se trouvent tous en opposition avec le gouvernement, et les minorités non-magyares deviennent de plus en plus sécessionnistes. 
Le nouveau roi Charles IV souhaite la mise en place du suffrage universel (comme cela avait été fait en Autriche en 1906) et en avril 1917 il congédie István Tisza, hostile à cette réforme. Mais Tisza contrôle le parlement hongrois, et ni Mòric Esterházy ni Sandor Werkele qui lui succèdent, ne parviennent à réaliser la réforme souhaitée par le roi,.  
À partir du 11 octobre 1918, les responsables politiques du Royaume se montrent hostiles à tout changement politique dans le royaume, appuyant leur position sur l'affirmation des droits historiques hongrois sur l'ensemble du territoire transleithan. Dans le contexte de ce raidissement, l'idée d'une modification des liens qui unissent le royaume à l'Autriche s'affirme, proposant la mise en place d'une simple union personnelle entre les deux monarchies. Ainsi, le 25 octobre, à l'annonce de projet de réforme intérieure de la Cisleithanie, Sandor Werkele, pour ne pas avoir à l'appliquer en Hongrie, présente sa démission, mais l'Empire commence déjà à se disloquer et l'élite hongroise ne parvient plus à s'opposer efficacement au cours des événements.
Dans le contexte de la défaite militaire austro-hongroise, les ferments de dislocation du royaume de Hongrie sont à l’œuvre, ce dont les dirigeants hongrois se rendent compte trop tard pour mettre un terme à leur action. Ainsi, le 25 octobre, quand Mihály Károlyi fonde un Conseil national à Budapest, les minorités non-magyares désignent elles aussi leurs propres Conseils nationaux qui préparent la sécession des territoires qu'elles habitent, plaçant le président du conseil national hongrois devant le dilemme de refuser aux minorités du royaume ce qu'il a accompli pour les Magyars. À ce moment, la nature du futur État hongrois n'est pas définie tandis que le royaume n'a plus de gouvernement légal.

### Crise institutionnelle

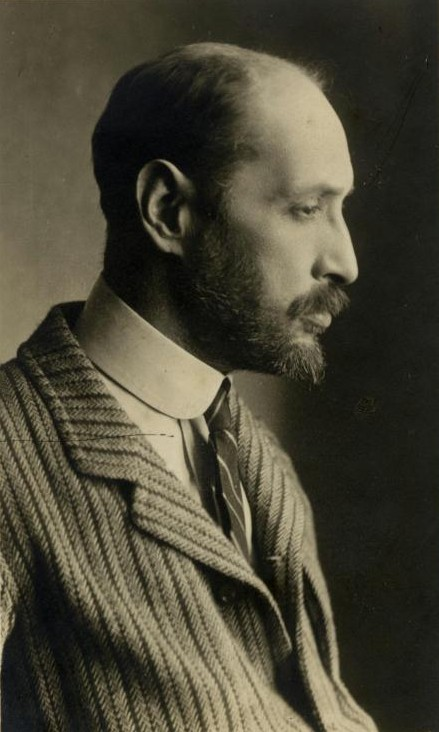
Mihály Károlyi, ici en juin 1919, souhaite la fin du dualisme austro-hongrois.

Dans des dernières semaines du conflit, les partisans d'une indépendance du royaume, refondé sur des valeurs démocratiques, sont de plus en plus nombreux, regroupés autour de Mihály Károlyi, partisan d'une rupture de l'alliance avec le Reich. 
Toutefois Károlyi défend encore, durant les derniers jours d'octobre, le maintien d'un lien avec la dynastie des Habsbourg : fort du soutien populaire, il prête son serment de nouveau premier ministre hongrois devant l'archiduc Joseph, Homo Régius, représentant du roi Charles à Budapest. Cependant, cette prestation de serment n'est pas suivie de la prise de fonction de Károlyi, entraînant un fort mécontentement populaire et le discrédit de la dynastie : ses adversaires politiques manœuvrent habilement pour proposer une autre nomination au poste de premier ministre et obtiennent du roi la nomination de János Hadik, ministre du ravitaillement dans les cabinets successifs de Móric Esterházy et de Sándor Wekerle.
Dans les faits, dès le 1er novembre 1918, le royaume est indépendant, tandis que la guerre continue avec les Alliés, l'Armistice de Villa Giusti ne s'appliquant qu'au front italien.

### Perte de contrôle du territoire
Dans un contexte de guerre étrangère, les autorités du royaume perdent progressivement le contrôle sur le territoire, miné par la guerre.
Ainsi, au début du mois de novembre 1918, les autorités royales ne contrôlent réellement que le centre du pays et les grandes villes, car les Conseils nationaux des minorités font sécession sur les territoires qu'ils contrôlent. 
Dans le même temps, les troupes franco-serbes parvenues à la frontière de la double monarchie opèrent sur le territoire hongrois à partir du 3 novembre, après avoir obtenu de la part du commandement allié dans les Balkans l'autorisation de franchir la frontière hongroise, afin de préparer une offensive de grande envergure contre le territoire bavarois.

### Proclamation de la République
Le 1er novembre, gouvernant un royaume indépendant de fait, les membres du cabinet Károlyi actent cette indépendance et la fin de fait des liens avec les Habsbourg-Lorraine : le gouvernement ne prête plus serment devant le roi ou ses représentants, mais devant le conseil national, faisant de celui-ci la source de la légitimité politique dans le royaume. 
Replié avec sa famille dans son château d'Eckartsau depuis le début du mois de novembre, le roi Charles IV renonce, dans un manifeste impérial publié le 11 novembre, à toute participation aux affaires de l'État et à toute intervention dans la question de la nature du régime en en Autriche ; à la suite de cette proclamation, le roi reçoit le 13 novembre une délégation de membres du conseil national hongrois, dirigée par le président de la chambre haute hongroise : cette délégation doit obtenir l'abdication du dernier roi de Hongrie ; ne disposant plus d'aucun pouvoir, le roi se contente de signer un acte de renonciation à la participation aux affaires de l'État magyar. 
Le 16 novembre, la république est proclamée, abolissant pour la première fois la monarchie en Hongrie : ce jour-là, le parlement du royaume se réunit pour la dernière fois et transfère ses pouvoirs au Conseil national, maintenant la fiction d'une continuité du pouvoir législatif ; l'adoption d'une loi en cinq articles instituant la République constitue la première décision du conseil national, nouveau dépositaire du pouvoir législatif.